# Psunj
Der Berg Psunj ist Teil der Požegaer Berge, eines kleinen Mittelgebirges im Westen Slawoniens in Kroatien. Mit 984 m. i. J. ist er der höchste Berg in Slawonien.
Auf dem Berg steht ein 1963 gebauter, 128,5 m hoher Sendeturm des kroatischen Rundfunks HRT. Ursprünglich war dieser Turm komplett freistehend. Heute ist er zusätzlich durch Abspannseile gesichert.